# Luigi Venerandi
Luigi Venerandi (Ferrara, 18 dicembre 1892 – Roma, 26 dicembre 1971) è stato un carabiniere italiano.

## Biografia
Tenente colonnello, comandante del IX Battaglione Carabinieri Mobilitato, dopo l'armistizio assieme ad Attilio Venosta formò a Spalato il battaglione Carabinieri Garibaldi, comprendente circa 200 carabinieri e 150 altri militari. Nell'ottobre del 1943 fu inquadrato nell'Esercito Popolare di Liberazione della Jugoslavia. Fu il primo reparto italiano a combattere i nazisti con formazioni inserite all'interno di un esercito straniero.
È morto 26 dicembre 1971 a Roma. Il 20 settembre 2011 gli è stata intitolata la caserma dei carabinieri di Bondeno.